# L'incoronazione di Poppea
L'incoronazione di Poppea è un dramma per musica attribuito tradizionalmente a Claudio Monteverdi, anche se, probabilmente, l'autore o gli autori sono da ricercarsi tra compositori più giovani quali Benedetto Ferrari, Filiberto Laurenzi,  Francesco Sacrati o Pier Francesco Cavalli. Il libretto è di Gian Francesco Busenello.
Andò in scena nel 1643 al Teatro Santi Giovanni e Paolo di Venezia, con Anna Renzi e Baldassarre Ferri tra gli interpreti principali.

## Cast della prima assoluta
| Personaggio                        | Vocalità                       | Interprete             |
| ---------------------------------- | ------------------------------ | ---------------------- |
| La Fortuna Poppea                  | soprano                        | Anna Di Valerio        |
| La Virtù Ottavia Drusilla          | soprano                        | Anna Renzi             |
| Nerone                             | soprano castrato               | Baldassarre Ferri      |
| Amore Valletto                     | soprano castrato               | Rabacchio              |
| Pallade Damigella Venere           | soprano castrato (in travesti) | Ponzanino              |
| Ottone                             | contralto castrato             | Fritellino             |
| Arnalta Nutrice Famigliare I       | contralto                      | Vecchia cantante       |
| Primo soldato Famigliare II Lucano | tenore                         | Sebastiano de' Gaspari |
| Secondo soldato Liberto Tribuno    | tenore                         | Pompeo Conti           |
| Seneca Littore                     | basso                          | Giacinto Zucchi        |
| Mercurio Famigliare III Console    | basso                          | Doriano Ciaccini       |

## Trama

### Prologo
Nel prologo, Amore afferma la sua autorità su Virtù e Fortuna, affermando che egli stesso muove il mondo e i suoi sconvolgimenti politici. L'opera stessa ne è un esempio.

### Atto I
Ottone, sotto la finestra di Poppea, spera di rivedere l'amata (E pur io torno qui), ma, scorgendo due guardie di Nerone addormentate, scopre che Poppea è amante dell'imperatore, e fugge disperato. Le due guardie si svegliano e maledicono l'amore tra Poppea e Nerone. Anche i due amanti si svegliano, e Nerone promette a Poppea che troverà un pretesto per divorziare da Ottavia.

Ottavia è afflitta dal tradimento di Nerone (Disprezzata regina), marito fedifrago e uccisore di metà della sua famiglia, e invano viene consolata dalla sua nutrice e da Seneca. Pallade Atena appare al filosofo, e gli predice la prossima fine. Nerone confida a Seneca di voler ripudiare Ottavia per sposare Poppea, e Seneca lo rimprovera per la sua relazione extraconiugale. Uscito il filosofo, Poppea chiede all'amato la morte di Seneca. Ottone rimprovera l'ormai ex-amante di infedeltà, e cerca consolazione con Drusilla, una donna innamorata di lui.

### Atto II
Dopo Pallade, anche Mercurio appare a Seneca predicendogli la prossima fine: e, infatti, sopraggiunge un liberto che gli ordina di suicidarsi, su comando dell'imperatore Nerone. Seneca si congeda dalla sua famiglia (Amici, è giunta l'ora), che si dispera per la sua morte, e si taglia le vene.

Dopo il suicidio di Seneca, nella reggia Nerone festeggia col poeta Lucano (Or che Seneca è morto), ma Ottavia dapprima chiede ad Ottone di uccidere Poppea, e di fronte ai suoi rifiuti arriva a minacciarlo. Ottone obbedisce, e chiede a Drusilla i suoi vestiti per introdursi più facilmente negli appartamenti di Poppea.

Negli appartamenti di Poppea, la donna esulta per la morte del vecchio filosofo e per la sua prossima ascesa al trono, e si addormenta, vegliata dalla fidata nutrice Arnalta (Oblivion soave). Entra Ottone, pronto a uccidere la traditrice, ma interviene Amore in persona, che risveglia Poppea e Arnalta: la nutrice ordina ai servi d'inseguire quella che sembra Drusilla, mentre Amore esulta per aver salvato la sua protetta

### Atto III
Drusilla attende il ritorno di Ottone, prefigurando la morte della rivale (O felice Drusilla), ma viene raggiunta dai littori, guidati da Arnalta, che la conducono al cospetto dell'imperatore, con l'accusa d'aver attentato alla vita di Poppea. Drusilla si assume tutte le responsabilità, per difendere l'amato, ma anche Ottone, di fronte a Nerone, afferma di aver agito senza l'aiuto di Drusilla, per ordine di Ottavia. Nerone, che finalmente ha trovato un pretesto per ripudiare la moglie, manda in esilio i due amanti e rassicura Poppea sulle sorti dell'ormai ex-moglie.

Ottavia viene imbarcata su una nave durante un naufragio, e dà il suo addio a Roma (Addio, Roma), mentre la nutrice Arnalta esulta per l'incoronazione della pupilla. Il popolo acclama la nuova imperatrice, e l'opera si chiude con un duetto tra i due novelli sposi (Pur ti miro - Pur ti godo).

## Discografia
| Anno | Cast (Poppea, Nerone, Ottavia, Ottone, Seneca)                                          | Direttore            | Etichetta          |
| ---- | --------------------------------------------------------------------------------------- | -------------------- | ------------------ |
| 1954 | Maria Vitale, Carlo Bergonzi, Oralia Domínguez, Rolando Panerai, Mario Petri            | Nino Sanzogno        | Arkadia            |
| 1963 | Magda László, Richard Lewis, Frances Bible, Walter Alberti, Carlo Cava                  | John Pritchard       | EMI                |
| 1967 | Grace Bumbry, Giuseppe Di Stefano, Leyla Gencer, Alberto Rinaldi, Carlo Cava            | Bruno Maderna        | Myto               |
| 1974 | Helen Donath, Elisabeth Söderström, Cathy Berberian, Paul Esswood, Giancarlo Luccardi   | Nikolaus Harnoncourt | Teldec             |
| 1984 | Catherine Malfitano, John Elwes, Zehava Gal, Gérard Lesne, Gregory Reinhart             | Jean-Claude Malgoire | CBS                |
| 1988 | Arleen Auger, Della Jones, Linda Hirst, James Bowman, Gregory Reinhart                  | Richard Hickox       | Virgin Classics    |
| 1990 | Danièle Borst, Guillemette Laurens, Jennifer Larmore, Axel Köhler, Michael Schopper     | René Jacobs          | Harmonia Mundi     |
| 1996 | Sylvia Mc Nair, Anne S. von Otter, Michael Chance, Dana Hanchard                        | John E. Gardiner     | Archiv             |
| 2004 | Patrizia Bicciré, Liliana Rugiero, Angela Bucci, William Matteuzzi, Raffaele Costantini | Sergio Vartolo       | Brilliant Classics |
| 2020 | Oksana Maltseva, Shin Yoowon, Susanna Rigacci, Choi Seoyeon                             | Federico Bardazzi    | Bongiovanni        |

## DVD
| Anno | Cast (Poppea, Nerone, Ottavia, Ottone, Seneca)                                           | Direttore            | Etichetta           |
| ---- | ---------------------------------------------------------------------------------------- | -------------------- | ------------------- |
| 1979 | Rachel Yakar, Eric Tappy, Trudeliese Schmidt, Paul Esswood, Matti Salminen               | Nikolaus Harnoncourt | Deutsche Grammophon |
| 1984 | Maria Ewing, Dennis Bailey, Cynthia Clarey, Dale Duesing, Robert Lloyd                   | Raymond Leppard      | Warner              |
| 1993 | Patricia Schuman, Richard Croft, Kathleen Kuhlmann, Jeffrey Gall, Harry Peeters          | René Jacobs          | Arthaus             |
| 2000 | Mireille Delunsch, Anne Sofie von Otter, Sylvie Brunet, Charlotte Hellekant, Denis Sedov | Marc Minkowski       | Bel Air Classiques  |
| 2009 | Miah Persson, Sarah Connolly, Maite Beaumont, Jordi Domènech, Franz-Josef Selig          | Harry Bicket         | 2009                |